# Ocell setinat pitgroc
L'ocell setinat pitgroc (Loboparadisea sericea) és una espècie d'ocell de la família dels cnemofílids (Cnemophilidae) i única espècie del gènere Loboparadisea (Rothschild, 1896).

## Hàbitat i distribució
Habita els boscos, localment a les terres altes i muntanyes de Nova Guinea.